# (292220) 2006 SU49
(292220) 2006 SU49 es un asteroide que forma parte de los asteroides Apolo, descubierto el 20 de septiembre de 2006 por el equipo del Spacewatch desde el Observatorio Nacional de Kitt Peak, Arizona, Estados Unidos.

## Designación y nombre
Designado provisionalmente como 2006 SU49.

## Características orbitales
2006 SU49 está situado a una distancia media del Sol de 1.412 UA, pudiendo alejarse hasta 1.853 UA y acercarse hasta 0.971 ua. Su excentricidad es 0.312 y la inclinación orbital 2.518 grados. Emplea 613 días en completar una órbita alrededor del Sol.

## Características físicas
La magnitud absoluta de 2006 SU49 es 19.5.